# Geologie Měsíce

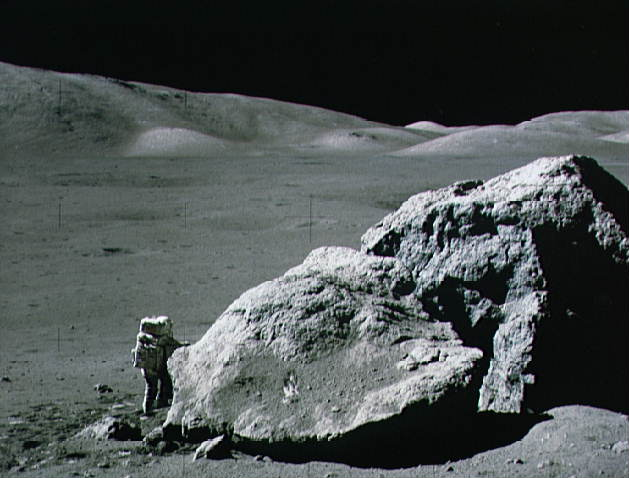
Astronaut Harrison Schmitt z Apolla 17 stojící vedle balvanu v údolí Taurus-Littrow. Harrison Schmidt byl jediným geologem respektive vědcem, který se kdy dostal na Měsíc. Snímek NASA.

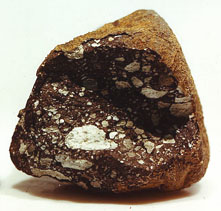
Měsíční meteorit nazvaný ALHA 81005. Jedná se o první nalezený meteorit, u kterého bylo dokázáno, že pochází z Měsíce.

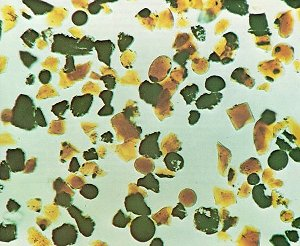
Měsíční vulkanické sklo (mikrofotografie)

Geologie Měsíce (někdy nazývaná selenologie, i když tento pojem se spíše vztahuje na obecnější „vědu o Měsíci“) je věda zabývající se vznikem, stavbou a utvářením Měsíce. Geologie Měsíce se od geologie Země se velmi liší. Měsíc nemá téměř žádnou atmosféru a žádné významné objemy vody, čímž mizí vliv eroze působením počasí, a nemá žádnou formu tektonických desek a projevů deskové tektoniky, protože je již vychladlý. Komplikovaná morfologie měsíčního povrchu byla utvořena kombinací procesů, mezi které patří hlavně tvorba impaktních kráterů a sopečná činnost. Měsíc je vnitřně diferencovaný, lze rozlišit kůru, plášť a jádro.
Geologický výzkum Měsíce se opírá o kombinaci pozorování povrchu Měsíce ze Země teleskopy, měření fyzikálních vlastností ovlivněním oběhu kosmických lodí a sond, o měsíční vzorky a geofyzikální data. Z několika lokalit byly přímo sebrány vzorky během amerického programu Apollo, probíhajícího koncem šedesátých let a začátkem let sedmdesátých 20. století. Tak se na Zem dostalo 381,7 kilogramů měsíčních hornin, většina je uložena v Lunar Receiving Laboratory v Houstonu. Dalších 300 g se získalo během průběhu sovětského programu Luna. Měsíc je jediné mimozemské těleso, u kterého má člověk vzorky se známou geologickou souvislostí. Tedy že je známo přesné místo odběru a jejich pozice vůči okolí. Několik měsíčních meteoritů bylo nalezeno také na Zemi, ale jejich zdrojové krátery na Měsíci jsou neznámé. Značná část měsíčního povrchu nebyla prozkoumána, a řada geologických otázek zůstává nezodpovězených.

## Složení
Mezi chemické prvky, o nichž je známo, že se nachází na měsíčním povrchu v regolitu patří kyslík (40 %), křemík (20 %), železo (12 %), vápník (8,5 %), hořčík (4,8 %), hliník (7,3 %) a titan (4,5 %). Zdá se, že uhlík (C) a dusík (N) jsou přítomny jen v množstvích uložených díky slunečnímu větru. Data z neutronového spektroskopu sondy Lunar Prospector naznačují ještě přítomnost vodíku (H) soustředěného na pólech.

## Vnitřní stavba

Vnitřní stavba Měsíce

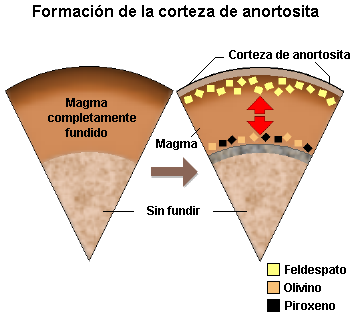
Formování měsíční kůry

Současné modely vnitřní stavby Měsíce byly odvozeny z údajů seismometrů zanechaných během programu Apolla a z měření změn gravitačního pole při oběhu kosmických sond a lodí kolem Měsíce.
Hmotnost Měsíce dostačuje k tomu, aby se vyloučila existence nějakých větších dutin uvnitř Měsíce. Jeho nízká hustota (~3344 kg·m−3) ukazuje na malý obsah kovových prvků.

### Měsíční jádro
Z momentu setrvačnosti lze odvodit, že Měsíc má pravděpodobně železné jádro, které má poloměr menší než 350 km. Neexistence vlastního magnetického pole kolem Měsíce ukazuje, že jádro by mělo být celé pevné. Studie librací Měsíce (malých odchylek od jeho rotace) naopak ukazují, že jádro je ještě tekuté. Velikost poloměru měsíčního jádra dosahuje asi čtvrtinového poloměru Měsíce, na rozdíl od většiny terestických planet a měsíců, které mají železná jádra dosahující asi polovičního poloměru než je poloměr celého tělesa. Malé měsíční jádro vysvětluje teorie velkého impaktu, která popisuje, jak Měsíc vznikl.

### Měsíční plášť
Rozbor hornin dopravených během programu Apollo vede k hypotéze, že velká část Měsíce byla jednou roztavena. Současné modely ukazují, že k roztavení muselo dojít krátce po vytvoření Měsíce a vzniklý magmatický oceán dosahoval hloubky asi 500 km. Toto číslo ale není s jistotou známo, několik studií uvádí právě 500 km či více.
Jak se magmatický oceán ochlazoval docházelo k postupné krystalizaci. První minerály, které se vytvořily v tomto oceánu byly železnaté a hořčíkové křemičitany olivín a pyroxen. Protože tyto minerály měly větší hustotu než roztavený materiál kolem nich, klesly ke dnu a vytvořily měsíční plášť. Poté, co byla krystalizace asi ze 75 % hotova, začaly vznikat méně husté anortozitické živcové plagioklasy. Ty na hladině plovaly a vytvořily anortozitickou kůru o tloušťce asi 50 km. Ta byla v této době silně bombardována asteroidy. Postupná krystalizace magmatického oceánu vedla k rozlišení měsíčního pláště a měsíční kůry.
Většina magmatického oceánu zkrystalizovala rychle (během asi 100 milionů let nebo méně), ačkoli nakonec zbývající magma bohatá na KREEP, které bylo vysoce obohacené o nestabilní a teplo produkující prvky, mohlo zůstat částečně roztavené několik set milionů (nebo možná 1 miliardu) let. Zdá se, že nakonec magma zůstalo soustředěno v oblasti Oceanus Procellarum a pánve Imbrium (oblasti, kterou v současné zabírá z velké části Mare Imbrium), tyto oblasti se dnes souhrnně nazývají Procellarum KREEP Terrane.

### Měsíční kůra

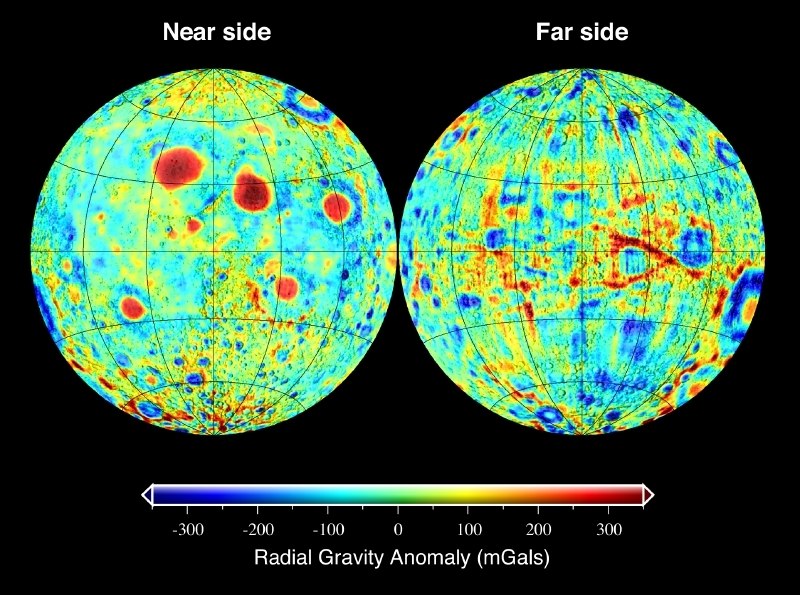
Mapa intenzity gravitačního pole nad povrchem Měsíce. Hnědá barva znázorňuje gravitační „mascony“.

Kůra Měsíce je průměrně asi 50 km silná (s odchylkou ±15 km). Na odvrácené straně Měsíce by měla být kůra silnější. Seismologicky byla změřena tloušťka kůry pouze v oblastech přistání Apolla 12 a 14. Zatímco v době misí Apollo byla určena tloušťka kůry v těchto místech asi na 60 km, nedávné přehodnocení naměřených údajů ukazuje na menší hodnotu mezi asi 30 a 45 km. Hustota kůry není všude stejná, bazalty tvořící měsíční moře mají větší hustotu než horniny tvořící měsíční pohoří. To vede k existenci anomálií gravitačního pole. Nad místy se zvýšenou hustotou nazývanými „mascony“ je silnější gravitační pole než je nad pohořími. Nejvíce zastoupenými prvky v měsíční kůře jsou uran, thorium, draslík, křemík, hořčík, železo, titan, vápník a hliník.
Ve srovnání se Zemí má Měsíc jen velmi slabé magnetické pole. Další hlavní rozdíly jsou mezi těmito dvěma tělesy, že Měsíc v současné době nemá dipolární magnetické pole (jaké by bylo vygenerované jeho jádrem), a přítomné magnetické pole pochází z hornin v měsíční kůře.
Jedna z hypotéz předpokládá, že ke zmagnetování kůry došlo v měsíční historii brzy, kdy měl Měsíc ještě vlastní magnetické pole. Problémem této hypotézy však je malá velikost měsíčního jádra na to, aby vytvářelo v minulosti magnetické pole. Není ani vyloučeno, že na objektech bez atmosféry, takových jako je Měsíc, může být přechodné magnetické pole vygenerováno procesy během dopadu asteroidů a komet. Tuto hypotézu podporuje fakt, že nejvíce se zdají být zmagnetovány oblasti blízko okrajů největších impaktních pánví.

## Vznik Měsíce
Dlouho byl hlavní otázkou původ Měsíce. Rané hypotézy uvažovaly odtržení Měsíce od Země, zachycení Zemí nebo jejich společný vznik. Dnes se všeobecně přijímá Teorie velkého impaktu.

### Hypotéza odtržení
Tuto hypotézu předložil George Darwin (syn známého biologa Charlese Darwina). Podle ní došlo u rané Země vlivem rychlé rotace a velké odstředivé síly působící na povrch k odtržení části hmoty, z níž později vznikl Měsíc. Obvykle se předpokládalo, že k odtržení došlo v oblasti dnešního Tichého oceánu, který měl takto vzniknout. Dnes je známo, že oceánská kůra tvořící dno Tichého oceánu je nejvýše 200 milionů let stará, zatímco Měsíc je mnohem starší. Tato hypotéza také nevysvětluje velikost momentu setrvačnosti systému Země-Měsíc.

### Hypotéza zachycení
Podle této hypotézy vznikl Měsíc v jiné části Sluneční soustavy a Zemí byl zachycen. To je však nemožné, protože by muselo dojít buď ke kolizi obou těles, nebo by byl Měsíc po přiblížení „vystřelen“ na jinou trajektorii a od Země by se vzdálil tak, že by se k ní již nikdy nemohl přiblížit. Tato hypotéza k tomu, aby fungovala, potřebuje rozsáhlou atmosféru kolem primitivní Země, která by byla schopna zpomalit pohyb Měsíce předtím, než by unikl. Tato hypotéza může vysvětlit neregulérní satelitní oběžné dráhy některých měsíců Jupiteru a Saturnu, ale ne dvojici Země-Měsíc. Navíc, tato hypotéza těžko vysvětlí podobný kyslíkový poměr izotopů u obou světů.

### Hypotéza současného vzniku Země a Měsíce
Tato hypotéza předpokládá, že Země a Měsíc vznikly společně jako dvojitý systém při prvotním přirůstání z akrečního disku. Problém s touto hypotézou je, že to nevysvětlí úhlový moment systému Země-Měsíc, ani proč Měsíc má malé železné jádro relativně ve srovnání se Zemí.

### Teorie velkého impaktu
V současné době je přijímán vznik Měsíce zahrnující střet dvou protoplanet během raného období vývoje sluneční soustavy. Tuto teorii formuloval již v roce 1940 Reginald Aldworth Daly, kanadský profesor působící na Harvardově univerzitě, ale stala se více známou až v osmdesátých letech 20. století. Tato teorie uspokojivě vysvětluje velikost momentu setrvačnosti soustavy Země-Měsíc a relativně malé kovové jádro Měsíce. Srážky mezi planetesimálami vysvětlují růst planet v rané fázi vzniku sluneční soustavy a nevyhnutelně k nim docházelo i v době, kdy byly planety již téměř vytvořené.
Teorie vyžaduje srážku mezi tělesem o velikosti asi 90 % současné velikosti Země a tělesem o průměru Marsu (polovina poloměru Země a desetiny jeho hmotnosti). Srážející se těleso je někdy označované jako Theia (což byla v řecké mytologii matka Seleny, bohyně Měsíce). Tento velikostní poměr je potřebný, aby vznikl systém s dostatečným momentem setrvačnosti stejným, jako je současné uspořádání. Takový náraz by měl vymrštit dost materiálu na oběžnou dráhu kolem Země, aby nakonec jeho postupné nahromadění vytvořilo Měsíc.
Počítačové simulace této události ukazují, že ke srážce muselo dojít tečně, jakoby došlo k letmému dotyku. To vedlo k tomu, že malá část srážejících se těles se zformovala v dlouhé rameno materiálu, které se pak odtrhlo. Asymetrický tvar Země po srážce pak způsobil, že tento materiál se usadil na oběžné dráze kolem hlavní masy. Energie spojená s touto srážkou by byla obrovská - triliony tun materiálu měly být vypařeny a roztaveny. V některých částech Země teplota vystoupila na hodnotu 10 000 °C.
Tato teorie vysvětluje, proč má Měsíc jen malé železné jádro. Většina železného jádra z Thei se měla spojit s původním jádrem Země. Energie srážky vysvětluje i nedostatek prchavých prvků v měsíčních vzorcích.
Podle původní teorie měla být energie uvolněná během další akrece materiálu na oběžné dráze kolem Země dostatečná k tomu, aby roztavila velkou část Měsíce, což by vedlo ke vzniku magmatických oceánů. Podle novějších výpočtů však nevzniklo z prstence obíhající hmoty jedno těleso, ale tělesa dvě. Tyto „protoměsíce“ se po čase srazily – menší protoměsíc podle této teorie dopadl na tu část druhého tělesa, kterou dnes vidíme jako přivrácenou stranu Měsíce. Vytvořil zde rozsáhlé pánve („měsíční moře“). Tato teorie umožňuje vysvětlit rozdílný vzhled přivrácené a odvrácené strany Měsíce (na odvrácené straně Měsíce se rozsáhlé pánve nevyskytují), což původní teorie vysvětlit nemohla.
Nově vytvořený Měsíc obíhal ve vzdálenosti rovné asi jedné desetině vzdálenosti v níž obíhá nyní a postupně svázal svoji rotaci s oběhem kolem Země tak, že ze Země je vidět pouze jeho přivrácenou stranu. Geologie Měsíce byla od té doby nezávislá na geologii Země. Tato teorie vysvětluje mnoho vlastností systému Země-Měsíc, ale ještě neřeší několik problémů, např. ten, že na Měsíci lze nalézt větší množství těkavých prvků, než by tam podle této teorie mělo být.

## Geologická historie
Geologická historie Měsíce byla rozdělena do pěti (případně šesti, při považování raně imbrického období a pozdně imbrického za dvě různé éry) významnějších období, které tak tvoří geologickou časovou osu.

### Období přednektarické

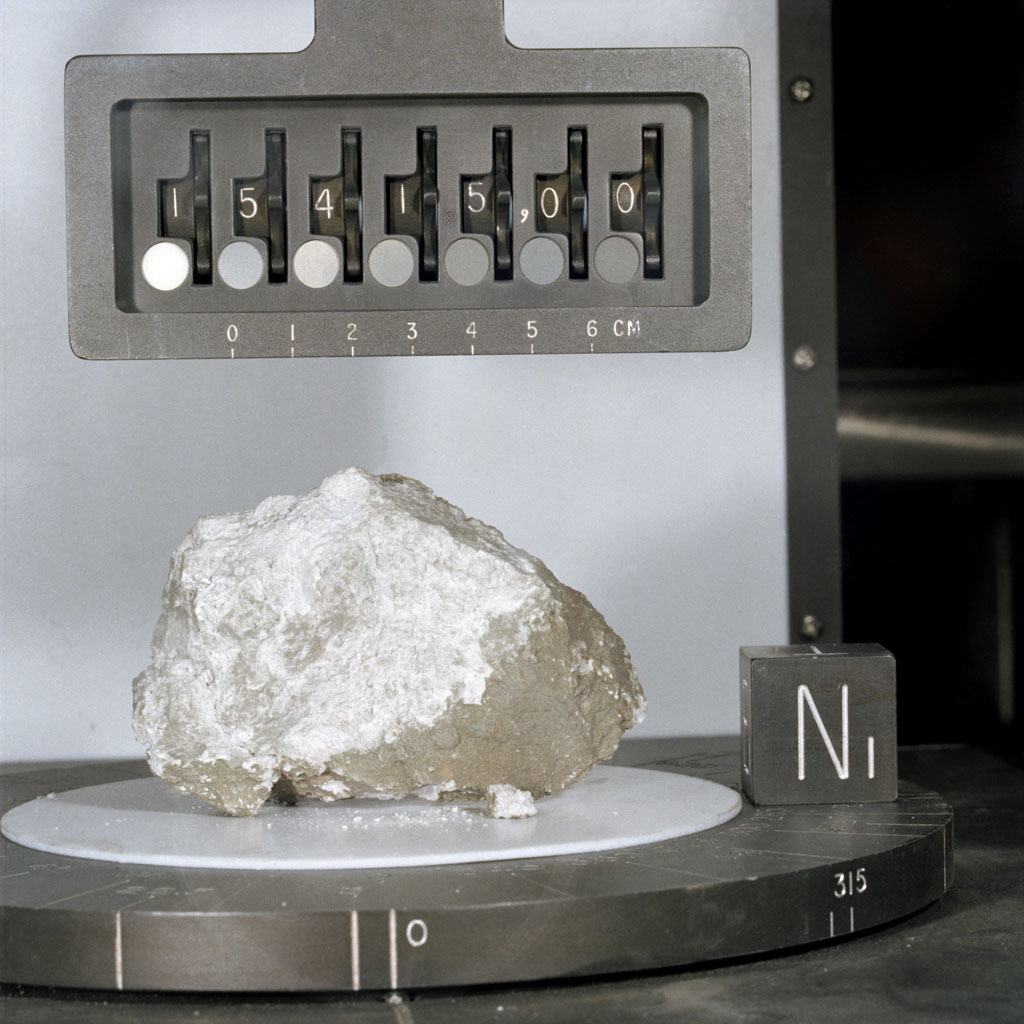
Kámen nazvaný Genesis Rock, který nalezla výprava Apolla 15. Jedná se o část měsíční kůry.

Začíná před 4,5 miliardami let. Nově utvořený Měsíc se nacházel v roztaveném stavu a obíhal ve vzdálenosti mnohem bližší k Zemi než dnes. Vznikající slapové síly deformovaly roztavené těleso do tvaru elipsoidu s hlavní osou směřující směrem k Zemi.
První důležitou událostí v geologickém vývoji Měsíce byla krystalizace magmatického oceánu a diferenciace měsíčního pláště a měsíční kůry.

### Období nektarické
Rychle po vytvoření měsíční kůry, nebo dokonce během jejího formování, se začaly formovat hořečnaté anortozitické troktolity a hořečnaté nority, ačkoli hloubky v nichž tyto horniny vznikaly nejsou přesně známy. Nejnovější teorie předpokládají, že hořčíkové minerály vznikaly v oblasti Procellarum KREEP Terrane, a že místní magma svým složením souvisí nějak s materiálem KREEP. O jejich původu se však ještě vysoce diskutuje. Nejstarší kameny tvořené hořčíkovými minerály mají stáří krystalizace asi 3,85 mld. let. Toto období ukončil poslední velký impakt v oblasti pánve Imbrium asi před 3,85 mld. let. Protože se zdá, že tvorba hořčíkových minerálů v hloubce pokračovala po mnohem delší čas, nachází se pravděpodobně mladší hlubinné horniny hluboko pod povrchem.
Analýza měsíčních vzorků ukazuje, že významný počet měsíčních impaktních pánví vznikl v krátkém časovém období před 4 až 3,85 mld. lety. Toto období se nazývá obdobím Pozdního těžkého bombardování.

### Období imbrické

#### Období raně imbrické
Na počátku tohoto období došlo vlivem dopadu planetky ke vzniku pánve Imbrium. Analýza měsíčních vzorků ukazuje, že materiál vyvržený při dopadu byl nalezen ve všech místech přistání Apolla. Proto je třeba dávat pozor na ovlivnění datování různých měsíčních útvarů tímto materiálem při vyhodnocování a určování stáří jednotek, kde Apollo přistálo.

#### Období pozdně imbrické
V této době byly vzniklé pánve a okolní sníženiny postupně vyplněny vyvřelou lávou při výlevných čedičových erupcích. V porovnání s pozemskými lávami, tato láva obsahovala vyšší množství železa a měla nízkou viskozitu. Některé její vzorky obsahují zvýšená množství nerostu ilmenitu bohatého na titan. Většina čedičových erupcí nastala před 3 až 3,5 mld. let, ačkoli vzorky některých měsíčních moří vykazují stáří 4,2 mld. let, a nejmladší moře (datované na základě metody počítání kráterů) pravděpodobně vznikla před pouhou 1 miliardou let. Spolu se sopečnou činností docházelo k pyroklastickým erupcím, díky nimž se vulkanický materiál dostal stovky kilometrů daleko od sopky.

### Období eratosthénské
Od skončení doby imbrické se staly jedinou geologickou silou působící na Měsíci dopady meteoritů a komet, i když částečně na Měsíc působí slapové síly Země a mění tak vnitřní tlaky.
V této době vzniklo několik kráterů důležitých pro stratigrafii. Patří sem např. kráter Eratosthenes, který vznikl asi před 900 miliony let a jehož okraje jsou již mírně erodované a paprsky sekundárních kráterů již zahlazené.

### Období kopernické
V tomto období vznikaly mladé krátery se světlými paprsky. Příkladem těchto kráterů je kráter Koperník nebo kráter Tycho. Ze vzorků Apolla 17, které přistálo v oblasti, kde se nacházel materiál pocházející z kráteru Tycho, se usuzuje na jeho stáří 100 milionů let. Světlé linie, nazývané paprsky a vycházející z těchto kráterů, vznikly dopadem materiálu vyvrženého při dopadu tělesa, které vytvořilo kráter. Jsou tvořeny menšími (sekundárními) krátery a mají světlejší barvu, protože materiál, který je tvoří, se nacházel původně pod povrchem Měsíce. Paprsky postupně tmavnou vlivem dopadů mikrometeoritů a působením částic s vysokou energií ze slunečního větru.

## Útvary na měsíčním povrchu
Měsíční povrch je pokryt impaktními krátery, sopečnými vyvřelinami, několika sopkami, vyvýšeninami, lávovými proudy a depresemi naplněnými magmatem.

### Měsíční vysočiny

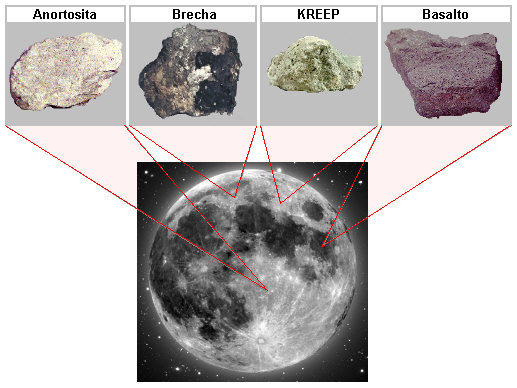
Rozložení měsíčních hornin.

Vlastnost měsíčního povrchu, která jej odlišuje nejvíce od povrchů ostatních těles sluneční soustavy, např. od podobného povrchu Merkuru, je kontrast mezi jeho světlými a tmavými zónami. Světlejší oblasti jsou měsíční vysočiny, nazývané terrae (jednotné číslo terra, z latinského slova znamenajícího zemi) a tmavé oblasti jsou měsíční moře, nazývané maria (jednotné číslo mare, z latinského slova pro moře). Toto značení zavedl na přelomu 16. a 17. století Johannes Kepler. Vysočiny jsou tvořeny anortozity a jsou starší, než tmavý materiál měsíčních moří. Z tohoto důvodu jsou více pokryty krátery.

### Měsíční moře

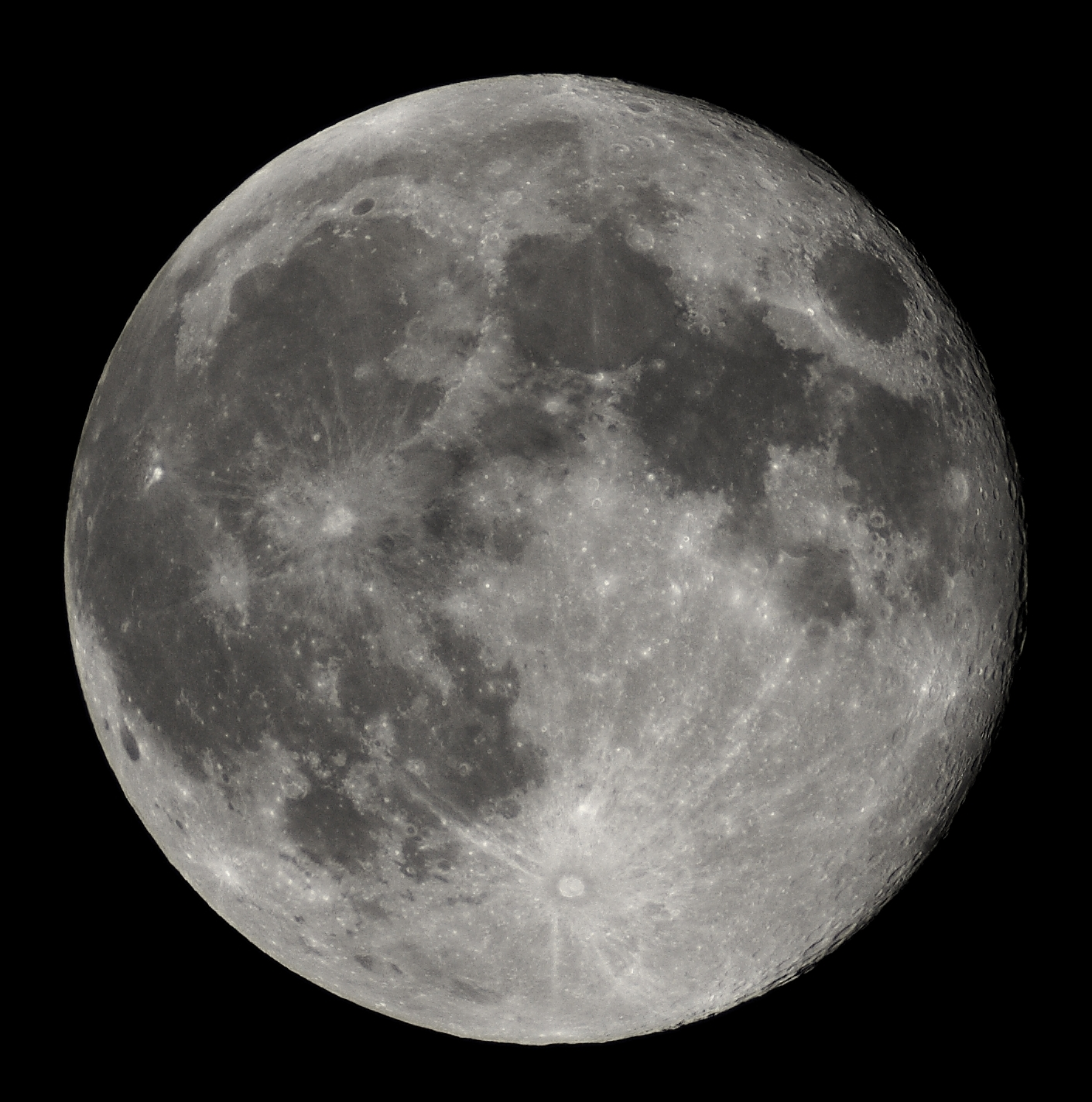
Přivrácená strana Měsíce s měsíčními moři. Dole je jasně viditelný kráter Tycho se svým systémem paprsků.

Měsíční moře jsou sníženiny na Měsíci, které jsou vyplněny bazaltovou lávou. Často se shodují s „nížinami“, i když např. pánev South Pole-Aitken není zcela pokryta měsíčním mořem. Tato láva, která má nízké albedo, a proto se jeví jako tmavá, pokrývá celou třetinu přivrácené strany Měsíce. Naopak pouze několik málo procent odvrácené strany bylo pokryto touto lávou.
Stáří lávových čedičů moří bylo určeno přímým radioaktivním datováním a metodou počítání kráterů. Radioaktivní datování určilo, že nejstarší čedičová výplň má asi 4,2 mld. let, zatímco nejmladší asi 1 mld. let (toto stáří bylo určeno metodou počítání množství kráterů). Většina moří vznikla asi před 3 až 3,5 mld. let. Nejmladší láva pochází z vnitřní části oblasti Oceanus Procellarum, zatímco nejstarší pochází pravděpodobně z odvrácené strany Měsíce.
I když lávová pole vyplnila měsíční pánve, je nepravděpodobné, že existuje příčinná souvislost mezi vznikem dopadových pánví a sopečnou činností. Dopadové pánve jsou mnohem starší (asi o 500 milionů let) než výplň moří. Kromě toho Oceanus Procellarum, který zahrnuje největší rozlohu pokrytou moři na Měsíci, neodpovídá žádné známé dopadové pánvi. Obvykle se vysvětluje, že měsíční moře vznikla převážně pouze na přivrácené straně, protože zde je měsíční kůra tenčí než na odvrácené straně. Na odvrácené straně se však nachází pánev South Pole-Aitken, která je vyplněna magmatem pouze z části a má měsíční kůru slabší než je tloušťka měsíční kůry v oblasti Oceanus Procellarum. Čedič má větší hustotu než anortozity tvořící kůru na odvrácené straně Měsíce, a její větší tloušťku lze vysvětlit naopak snahou o vyrovnání vlivu rozsáhlých čedičových oblastí na přivrácené straně. Nakonec je nutné poznamenat, že ani gravitace Země nemohla ovlivnit rozložení moří na Měsíci, protože gravitační zrychlení Země je vyrovnáno stejně velký odstředivým zrychlením vznikajícím při oběhu Měsíce.
Jeden typ usazenin spojený s měsíčními moři, ačkoli také pokrývá oblasti vysočiny, je tzv. „tmavý plášť“. Tyto uloženiny nemohou být viděny prostým okem, ale mohou být viděny v teleskopech a z kosmických sond na oběžné dráze kolem Měsíce. Před misemi Apollo se vědci domnívali, že se jedná o usazeniny produkované pyroklastickými erupcemi. Některé usazeniny se zdají mít spojitost s tmavými protáhlými popelavými kužely. Existence pyroklastických erupcí na Měsíci byla později potvrzena objevem skleněných kuliček podobných těm, vznikajícím při pyroklastických erupcích na Zemi. Vzorky pyroklastických skel mají různou barvu, zelenou, žlutou až po červené odstíny. Rozdílné barvy ukazují na koncentraci titanu. Se zelenou barvou měla skla nejnižší množství (asi 1 %) a červená skla ukazují se mít nejvyšší koncentrace (až do 14 %).
Mnoho měsíčních čedičů obsahuje malé otvory nazvané puchýřky, které byly vytvořeny bublinami plynů uvolněných z magmatu v podmínkách vakua, se kterým se setkaly na povrchu. Není známo s jistotou, které plyny by to mohly být, ale mezi kandidáty patří oxid uhličitý.

### Lávové tunely
V roce 2009 byl v oblasti Marius Hills, které leží na území Oceanus Procellarum objeven lávový tunel. Lávové tunely vznikají z lávových kanálů, u kterých se z utuhlé lávy vytvořil strop. Lávové tunely je možné potenciálně využít pro umístění budoucí měsíční základny. Neporušený lávový tunel by tak tvořil přirozené stínění před nehostinným prostředím měsíčního povrchu, extrémními změnami teplot, dopady meteoritů, pronikavým zářením a energetickým částicím.

### Rilles

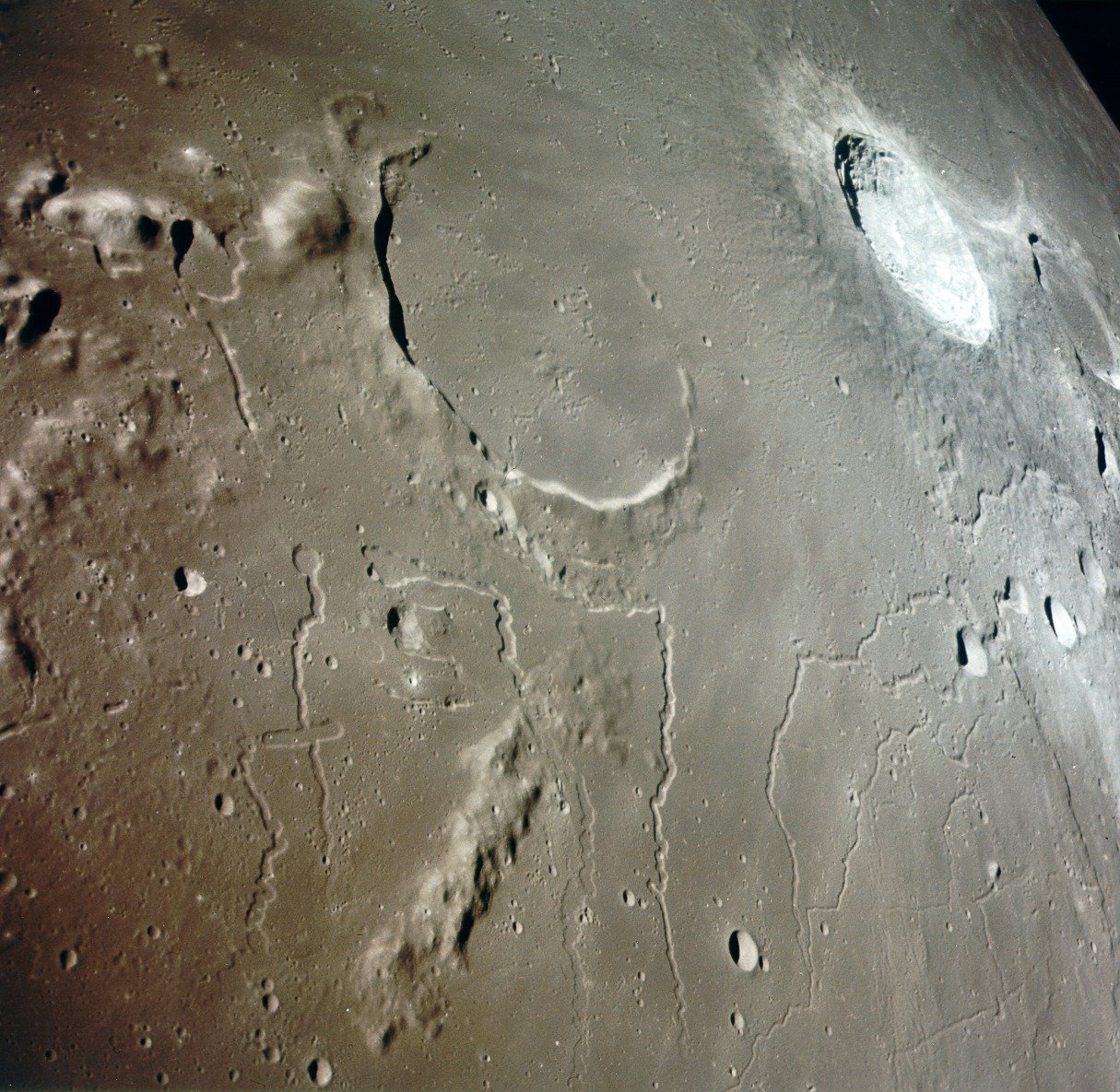
Rilles nedaleko kráteru Prinz

Rilles na Měsíci lze rozdělit do tří skupin podle tvaru - sinuous rilles, arcuate rilles a lineara rilles. Některé pravděpodobně vznikly z lávových tunelů.
Jeden z nejpozoruhodnějších rilles je Vallis Schröteri, nacházející se na plošině Aristarchus podél východního okraje Oceanus Procellarum.

### Dómy

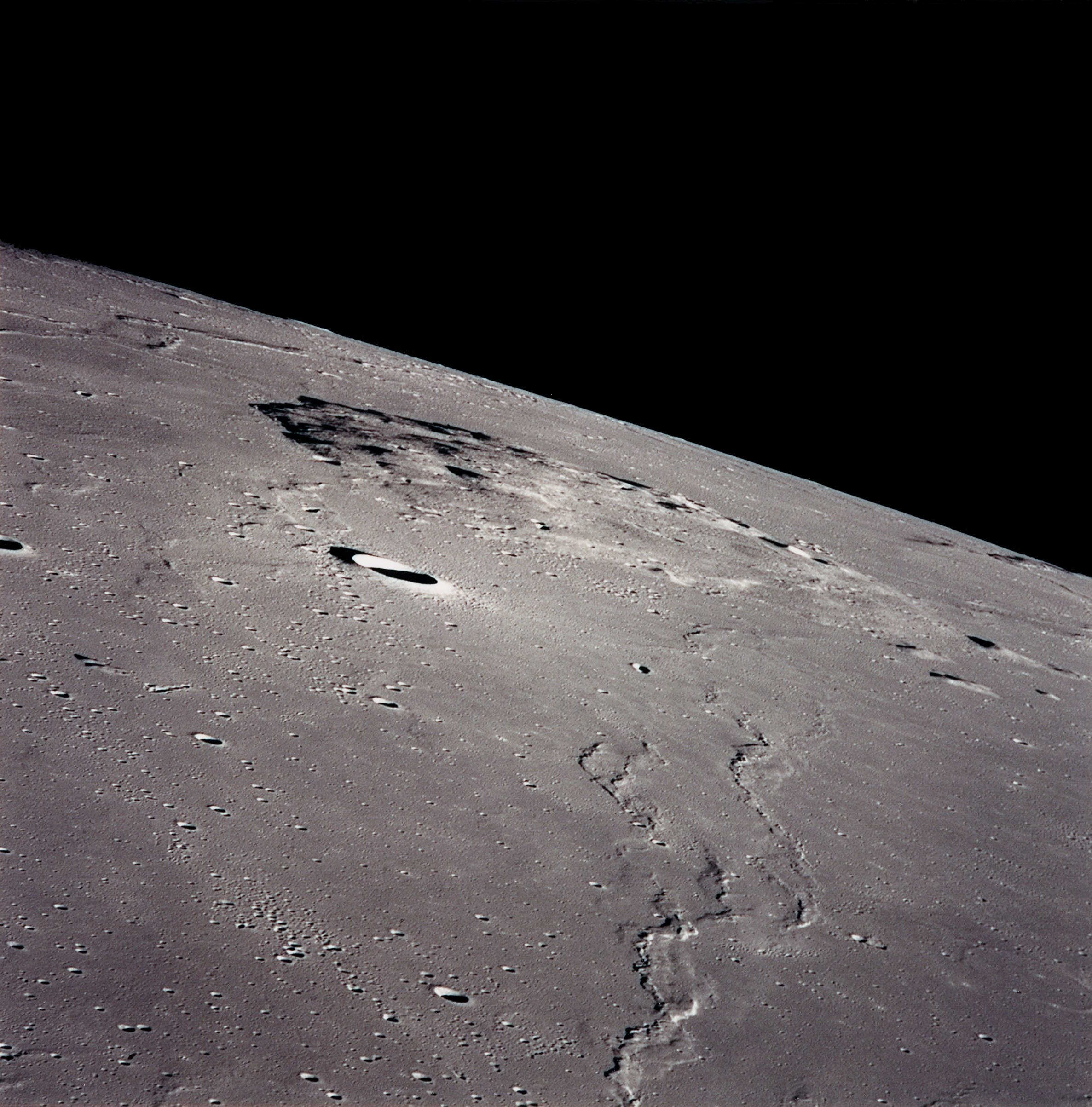
Dómy v oblasti Mons Rümker

Tyto bývalé sopečné štíty se nachází v některých lokalitách na měsíčním povrchu, jako např. na Mons Rümker. Předpokládá se, že jsou vytvořeny z relativně viskózní, možná na krystaly křemene bohaté, lávy. Výsledné měsíční kopule jsou rozsáhlé vyvýšeniny s výškou několik set metrů uprostřed, s kruhovou základnou, se stoupáním v mírném svahu. Jejich typický průměr je 8 – 12 km, ale lze nalézt i větší o průměru 20 km. Některé z kopulí obsahují na svém vrcholu malou prohlubeň.

### Hřebeny

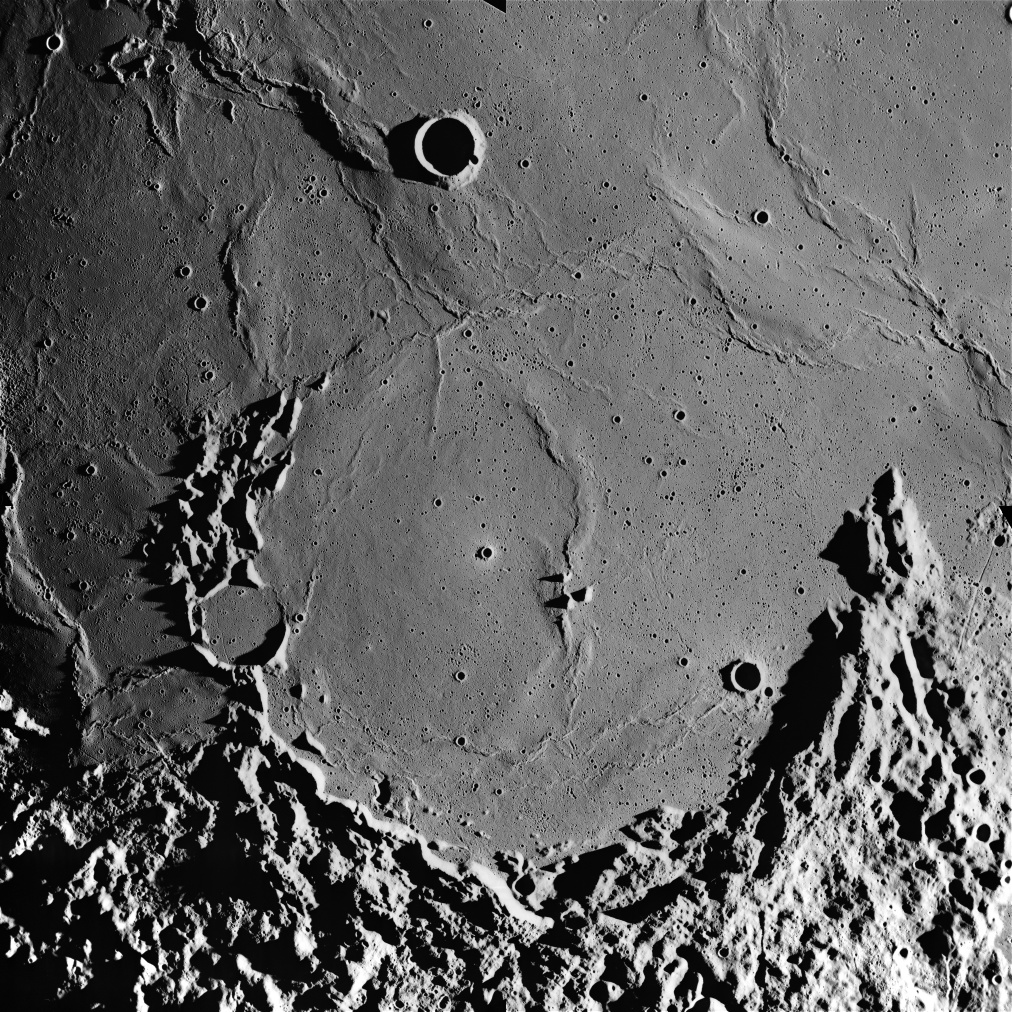
Hřebeny v kráteru Letronne

Hřebeny představují deformaci povrchu a tvoří dlouhé hřebeny napříč částmi moří. Některé z těchto hřebenů mohou prozrazovat krátery zalité lávou nebo jiné skryté útvary. Příkladem takového útvaru je kráter Letronne v oblasti Oceanus Procellarum.

### Propadliny

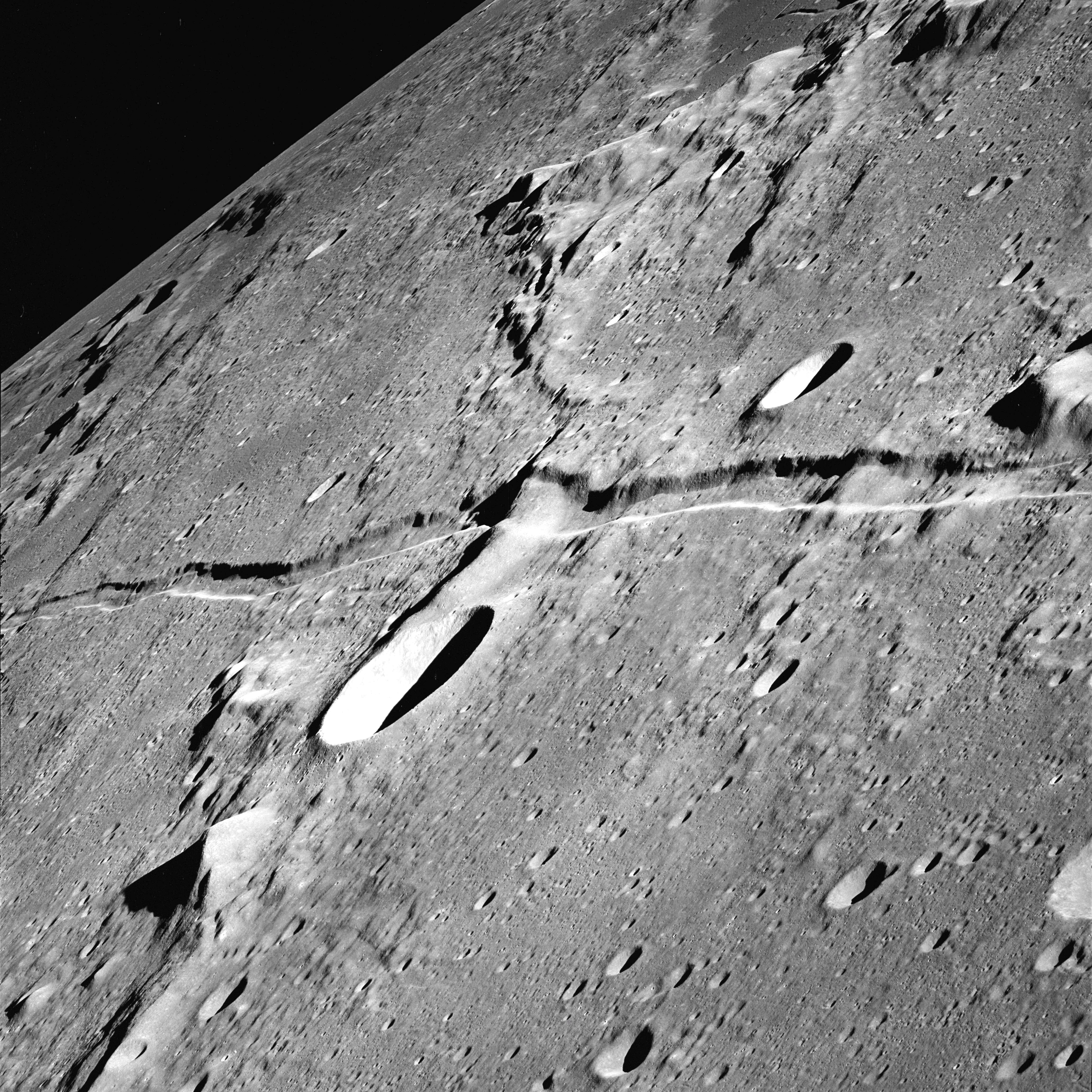
Propadlina Rima Ariadaeus. Snímek získaný během mise Apolla 10

Propadliny jsou útvary nejčastěji vzniklé propadem materiálu mezi dvěma souběžnými normálními tektonickými zlomy. Největší propadliny se nachází uvnitř měsíčních moří blízko okrajů velkých dopadových pánví.

### Impaktní krátery

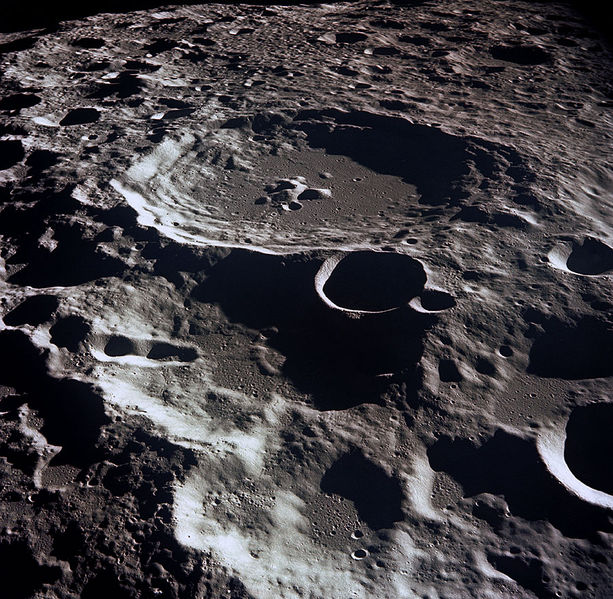
Kráter Daedalus se středovými vrcholky, rovným dnem a terasami podél vnitřních stěn. V popředí kráter 308, který má miskovitý tvar. Snímek Apollo 11

Teorie, že krátery na Měsíci vznikají při dopadu kosmických těles, byla všeobecně přijata kupodivu až ve čtyřicátých letech. Avšak tato teorie umožnila postupně geologicky datovat útvary na Měsíci, i když nejdříve pouze relativně. Kráter nebo sopečné vyvřeliny překryté jiným kráterem, musí být totiž nutně starší než tento kráter. Velikost eroze kráteru pak byl dalším klíčem k určení jeho věku, ačkoli tato metoda může být ovlivněna subjektivním hodnocením vyhodnocující osoby. Tento přístup rozvinul koncem padesátých let americký astronom E.M. Shoemaker.
Tvorba impaktních kráterů je v současné době jeden z nejdůležitějších geologických procesů na Měsíci. Krátery vznikají při srážce asteroidu nebo komety s povrchem Měsíce (rychlost nárazu je u Měsíce asi 17 km za sekundu). Kinetická energie uvolněná při dopadu těleso i místo dopadu zahřeje a částečně vypaří a vytvoří rázovou vlnu, která se šíří pryč od místa dotyku. Ta je následována vlnou zředění, která je odpovědná za to, že je materiál měsíčního povrchu i dopadajícího tělesa je vyvržen ven z kráteru. Nakonec dojde k elastickému vypružení dna vzniklého kráteru nahoru a může se vytvořit centrální vrchol.
Lze říci, že čím je Měsíc starší, tím se tvoří menší krátery. V raném období Měsíce vznikly největší impaktní pánve, jako pánev Imbrium nebo South Pole-Aitken (s průměrem téměř 2500 km a hloubkou 13 km). Tyto pánve byly postupně překryty menšími krátery. Distribuce průměrů kráterů a jejich počtu na daném povrchu (to jest, počet kráterů jako funkce průměru) přibližně sleduje mocninnou funkci, kdy s rostoucím počtem kráterů se zmenšuje jejich průměr. Vertikální poloha této křivky může být užita k odhadu stáří povrchu.
Nejmladší krátery jsou rozlišitelné svými rysy – mají např. ostré okraje. Malé krátery mají miskovitý tvar, zatímco větší dopady mohou mít rovné dno s jedním nebo více centrálními vrcholy. Největší impaktní pánve mohou mít dokonce mít sekundární koncentrické vyvýšeniny v okolí.
Větší krátery postupně erodují tak, že dochází k sesuvům vnitřních stěn a tvoří se tak terasy a římsy. Proces dopadu vyvrhne materiál s vyšším albedem, než je albedo materiálu na povrchu, a proto je kráter a jeho okolí zpočátku jasně rozlišitelný. Při tvorbě většího kráteru je z něj vyvržen materiál, který vytvoří druhotné (sekundární) krátery. Ty mohou být uspořádány do řetězců a vytváří tak paprsky směřující od místa dopadu. Proces „vesmírného“ zvětrávání postupně snižuje albedo vyvrženého materiálu a paprsky časem vyblednou. Postupně je kráter a jeho vyvrženiny podroben erozi mikrometeoritů a dopadů menších těles. Tato eroze zahlazuje ostré rysy kráteru. Kráter také může být celý zakryt vyvrženinami z ostatní dopadů.
Někdy naopak může vzniknou kolem kráteru tmavé halo, vyvrhne-li se zpod povrchu do okolí materiál s menším albedem než má materiál na povrchu. Tento případ nastane když je oblast temnějšího čedičového materiálu, jako je např. v měsíčních mořích, je zakryt pozdějšími lehčími sopečnými vyvřelinami pocházejícími ze vzdálenějších impaktů na vysočině. Tak je zakryt tmavší materiál a pozdější vytvoření kráteru jej opět vynese na povrch.
Měsíční krátery jsou ve většině kruhového tvaru. Pouze dopad tělesa pod malým úhlem (menší než 45°, i když záleží na rychlosti dopadu) vytvoří eliptický kráter a posunutým centrálním vrcholem mimo střed a s asymetrickým systémem paprsků. Z rozložení paprsků pak lze určit, odkud dopadové těleso přiletělo.
Největší dopady vyprodukovaly takovou energii, že roztavily horniny které pokryly části povrchu vrstvou silnou až jeden kilometr. Příkladem takového dopadu je vznik Mare Orientale, kde roztavená a opět utuhlá hornina je v severovýchodní části pánve.

## Měsíční povrch

### Regolit

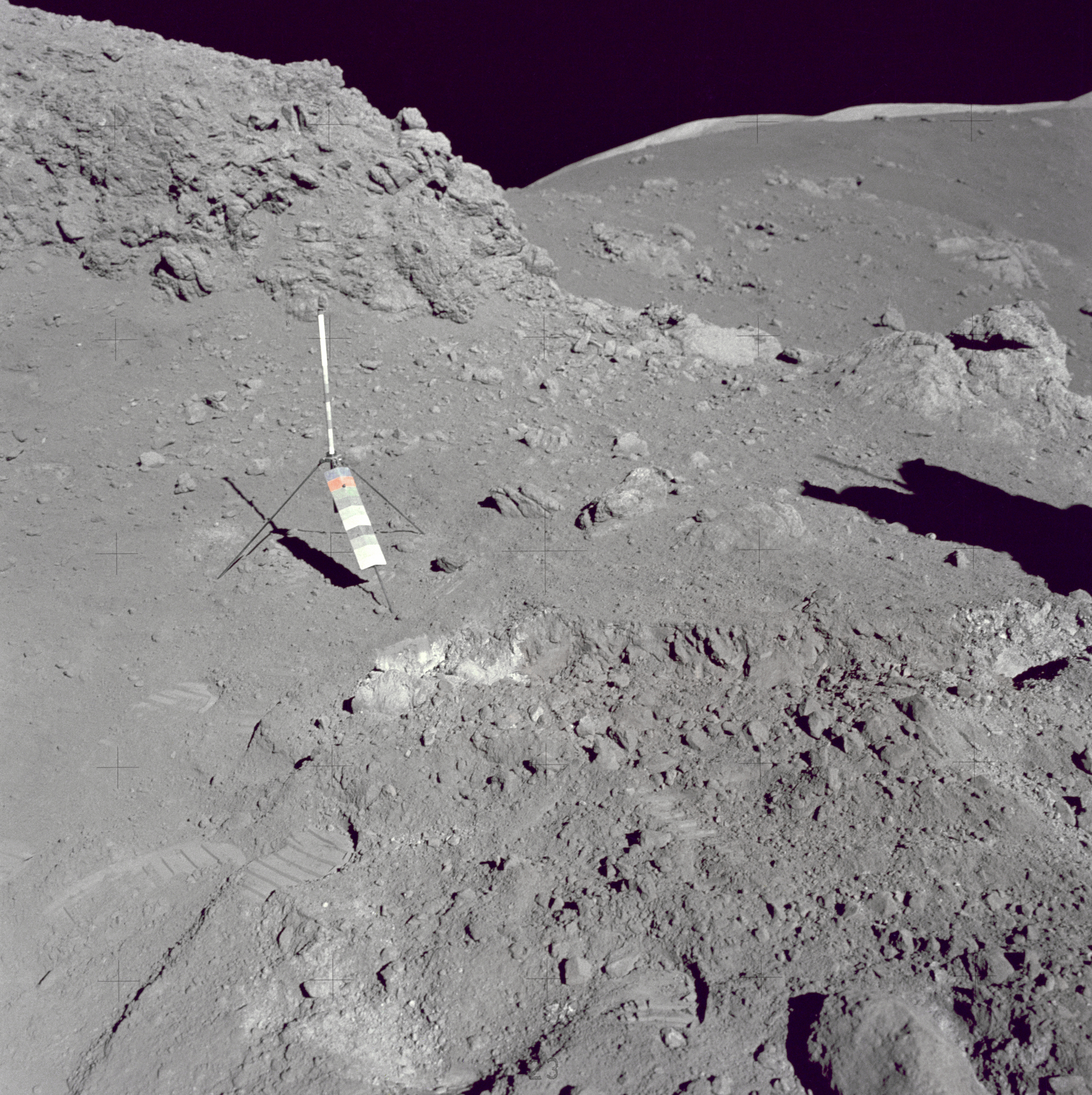
Místo, kde byla nalezena během mise Apolla 17 oranžová hornina

Povrch Měsíce je miliardy let vystavován působení dopadů malých asteroidů a komet. V průběhu času tyto dopady rozdrtily a „překopaly“ měsíční povrch a vytvořily jemnou vrstvu označovanou jako „regolit“. Tloušťka regolitu kolísá od 2 metrů u mladší moří, až do 20 metrů u nejstarších povrchů měsíčních vysočin. Regolit je převážně složen z okolních materiálů, ale také obsahuje stopy materiálů vyvržených při vzniku větších vzdálenějších kráterů. Používá se také termín „megaregolit“, který popisuje silně roztříštěné skalní podloží pokryté normálním regolitem.
Regolit obsahuje úlomky skal, tříšť minerálů z původního podloží a sklovité složky vytvořené během dopadu. Ve většině regolitu je polovina složek vytvořena z minerální tříště pospojované sklovitými složkami, tyto složky se nazývají agglutinates. Chemické složení regolitu se mění podle toho, z jaké oblasti pochází - regolit na vysočinách je bohatý na hliník a křemík, stejně jako skály v těchto oblastech, regolit pokrývající měsíční moře je bohatý na železo a hořčík a chudý na křemík, stejně jako čedič, z kterého je vytvořen.
Regolit je velmi důležitý, protože z něj lze zjistit informace o sluneční aktivitě. Atomy, z nichž je složen slunečný vítr – většinou helium, neon, uhlík a dusík – dopadají na měsíční povrch a ukládají se do minerálních zrn. Při analýze regolitu, zvláště jeho izotopického složení, je možné určit jestli se časem měnila aktivita Slunce. Prvky obsažené ve slunečním větru mohl být užitečné pro budoucí měsíční základny - kyslík, vodík, uhlík a dusík jsou nejen základní prvky potřebné pro život, ale mohou být také potenciálně užitečné pro produkci paliva.

### Měsíční horniny a nerosty
Měsíční horniny jsou ve velké části ze stejných minerálů jako běžné horniny nalezené na Zemi, jako je např. olivín, pyroxen a bazický plagioklas (anortozit). V některých oblastech měsíčních moří je hojný minerál ilmenit. Celkově však bylo na Měsíci nalezeno mnohem méně minerálů (asi kolem stovky), než je na Zemi. Příčinou je nepřítomnost vody na Měsíci, která by umožnila vznik dalších minerálů.
Byly však nalezeny i takové minerály, které se na Zemi nevyskytují. Patří sem minerál pojmenovaný armalcolite (název vznikl z počátečních písmen příjmení astronautů Apolla 11 - N. Armstrong, B. Aldrin, a M. Collins)
Dalšími novými minerály jsou tranquillityit (nazvaný podle místa přistání Apolla 11, Mare Tranquillitatis) a hapkeit. Pyroxferroit byl později objeven v dole Isanago v Japonsku.
Měsíční moře jsou tvořena převážně čediči s různým množstvím titanu, zatímco oblasti vysočin hlavně z anortozitů (Fe-anortozity, alkalické anortozity bohaté na hliník), na hořčík bohatých hornin (hořečnaté anortozitické troktolity a hořečnaté nority) a hornin bohatých na hliník (kromě alkalických anortozitů, také alkalické nority, alkalické gabronority a křemenné mezogabra).
Na Měsíci se také nacházejí zvláštní horniny KREEP, které obsahují vysoké koncentrace radioaktivních prvků uranu a thoria a prvky vzácných zemin.

## Historie geologického zkoumání Měsíce
Před rokem 1940 se geologií Měsíce zabývalo jen několik vědců - v druhé polovině 19. století navrhl George Darwin svou teorii vzniku Měsíce, v té době Grove Karl Gilbert začal systematicky z geologického hlediska zkoumat povrch Měsíce. Zlom nastal až za druhé světové války, kdy Reginald Aldworth Daly formuloval teorii, že Měsíc vznikl při srážce Země s nějakým kosmickým tělesem. Tato teorie byla v sedmdesátých letech 20. století rozpracována a dnes je známá pod názvem teorie velkého impaktu.
Koncem padesátých let rozvinul E.M. Shoemaker metodu datování měsíčních kráterů na základě jejich překrývání. Během šedesátých let byl zrekonstruován vývoj přivrácené strany Měsíce. Během programu Apollo a Luna byl na Zem dopraven materiál, který umožnil absolutní datování některých oblastí. Bylo také objeveno několik minerálů, které se na Zemi nevyskytují - armalcolite (1970), tranquillityit (1971), a zatím jako poslední hapkeit (2000).